# بژژتسه (استان ماسوویان)
بژژتسه (به لهستانی:  Brzeźce) یک روستا در لهستان است که در گمینا بیاووبژگی (استان ماسوویان) واقع شده‌است. بژژتسه ۲۲۰ نفر جمعیت دارد.